# Viletinec
Viletinec is een plaats in de gemeente Lepoglava in de Kroatische provincie Varaždin. De plaats telt 188 inwoners (2001).